# 施泰因茨塔尔
施泰因茨塔尔是奥地利施蒂利亚州德意志兰茨贝格县的一个市镇。总面积19.82平方公里，总人口1477人，人口密度74.5人/平方公里（2001年）。